# Pai da pátria (Roma Antiga)

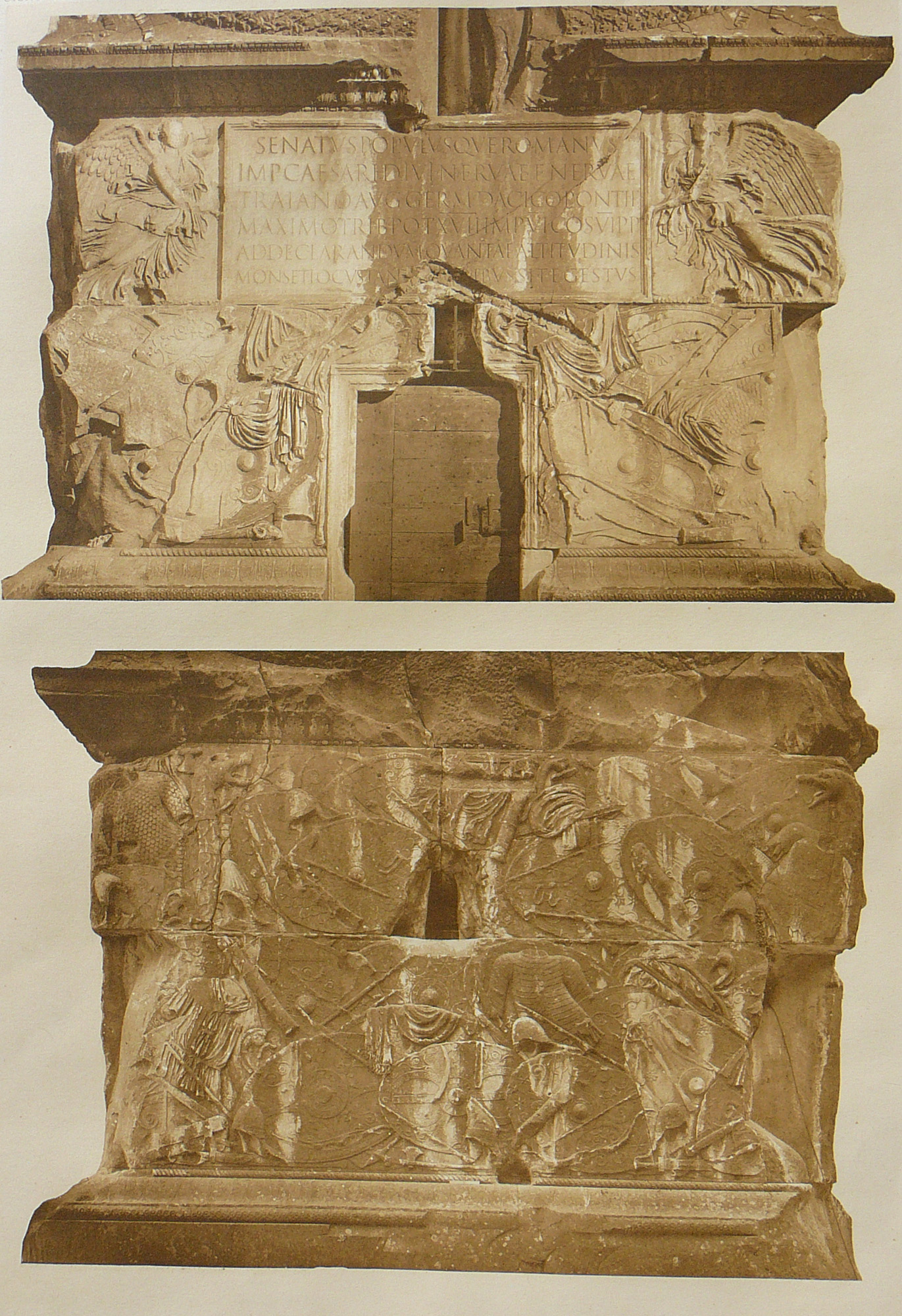
Imagens de Reis da pátria

Pai da pátria (em latim: pater patriae) é um título honorífico latino que significa "Pai da Pátria". Existe também o correspondente, mãe da pátria (em latim: mater patriae), reservado às mulheres.

## História romana
Como todos os títulos oficiais da República Romana e do Principado, a honra de ser chamado de pai da pátria era conferido pelo senado. Foi concedido pela primeira vez ao grande orador e estadista senatorial Marco Túlio Cícero, por sua posição na supressão da Segunda Conspiração de Catilina durante seu consulado em 63 a.C.
Foi novamente concedido a Júlio César que, como ditador vitalício, era o senhor único da república romana e de seu império.
O senado concedeu o título a César Augusto (r. 27 a.C.–14 d.C.) em 2 a.C., mas não sendo nem importante para a legitimação do governo, nem para seus poderes legais, não se tornou parte regular das honras imperiais, ao contrário de imperator, césar, augusto, príncipe do senado, pontífice máximo e poder tribunício (tribunicia protestas). De acordo com o historiador Suetônio, ao sucessor de Augusto, Tibério, foi oferecido este título, mas ele o recusou.
O senado depois conferiu o título a vários imperadores romanos, muitas vezes apenas após vários anos de governo ou se o novo imperador fosse particularmente estimado pelos senadores, como é o caso de Nerva (r. 96–98). Por isso, muitos dos imperadores de vida curta nunca receberam o título.
A honra era sujeita à aprovação da pessoa homenageada, que poderia declinar. Suetônio registra no seu trabalho Vidas dos Doze Césares que foi o que Nero (r. 54–68) fez quando a honra lhe foi oferecida durante o primeiro ano de seu reinado, por causa de sua juventude. Era tradicional à pessoa honrada, em um sinal de humildade, adiar a honra por algum tempo depois de conferida. Adriano adiou por onze anos, por exemplo.

### Lista cronológica dos pais da pátria romanos
Note que exceto Cícero e Júlio César, todos os outros listados são considerados imperadores romanos.
- Cícero, 63 a.C. (devido à sua função na supressão da Conspiração de Catilina)
- Júlio César, 45 a.C. (que restaurou a Pax Romana na década de 40 a.C. após a guerra civil)
- César Augusto, 5 de Fevereiro de 2 a.C.
- Calígula, 37
- Cláudio, Janeiro de 42
- Nero, 55
- Vespasiano, 70
- Tito, June de 79
- Domiciano, 14 de Setembro de 81
- Nerva, Setembro de 96
- Trajano, 98
- Adriano, 128
- Antonino Pio, 139
- Marco Aurélio e Lúcio Vero, 166
- Cômodo, 177
- Septímio Severo, 193
- Caracala, 199
- Macrino, Junho de 217
- Heliogábalo, Julho de 218
- Gordiano III, Maio de 238
- Probo, Julho de 276
- Diocleciano, 20 de Novembro de 284
- Maximiano, 1 de Abril de 286
- Constantino I, 307